# Anna Beliakova
Anna Beliakova (* 14. September 1968 in Minsk) ist eine Schweizer Mathematikerin. Sie ist ordentliche Professorin für Mathematik an der Universität Zürich. Ihre Fachgebiete sind Topologie, insbesondere Knotentheorie, sowie auch Quanteninvarianten und ihre Kategorifizierung.

## Biografie
Anna Beliakova studierte Physik an der Belarussischen Staatlichen Universität für Informatik und Radioelektronik, wo sie 1990 ihren Master absolvierte. 1994 doktorierte sie unter Professor Robert Schrader an der Freien Universität in Berlin. Ihre Doktorarbeit war topologischen Quantenfeldtheorien gewidmet. 2003 habilitierte sie an der Universität Basel. Seit 2004 ist sie Professorin für Mathematik an der Universität Zürich.
2011 entwickelte Beliakova eine vereinheitlichte Theorie der Quanteninvarianten für die dreidimensionalen Homologiesphären in Zusammenarbeit mit Le und Bühler.
Später führte sie horizontale Spuren in Bikategorien ein, die sie 2016 für die Konstruktion der Khovanov-Homologie in Ringen anwendete.
2007 gründete Anna Beliakova die Junior Euler Society an der Universität Zürich, die das Interesse von Schülerinnen und Schülern an der Mathematik fördert. 2018 wurde sie in den Vorstand von NCCR Swissmap gewählt.

## Publikationen
- Inventiones. "A unified quantum SO(3) invariant for rational homology 3-spheres", July 2011
- Inventiones.  "Quantum link homology via trace functor I", January 2019
- arXiv.org.  "Modified trace is a symmetrised integral", December 2017
- arXiv.org. "Logarithmic Hennings invariants for restricted quantum sl(2)", May 2017
- Liste aller Publikationen: Universität Zürich, Mathematisches Institut, Publikationen